# Maibritt Kviesgaard
Maibritt Kviesgaard (født 15. maj 1986 i Aarhus) er en tidligere dansk håndboldspiller der spillede for Team Esbjerg, som højre fløj, indtil 2018.
Hun fik debut på det danske A-landshold den 1. august 2006. Få dage før Europamesterskaberne 2010 på hjemmebane havde hun i alt spillet 64 kampe og scoret 144 mål for nationalmandskabet. I 2013 var hun med til at vinde bronze medaljer ved VM i Serbien. Det var de første medaljer de danske kvinder havde vundet i ni år. Danmark slog Polen i bronzekampen 30-26.
Maibritt Kviesgaard blev korsbåndskadet i forbindelse med en VM-kamp mod Argentina (5. december 2011) og har været under en hård genoptræning. Men Kviesgaard er ved at være tilbage i topform, hvilket resulterer i en landsholdsudtagelse .